# DN Galan 2011
Bauhaus-Galan 2011 byl lehkoatletický mítink, který se konal 29. července 2011 ve švédském městě Stockholm. Byl součástí série mítinků Diamantová liga. 

## Výsledky
- Archiv výsledků zde [1]

### Muži
| Disciplína      | 1. místo                    | 2. místo                     | 3. místo                               |
| 200 m           | Usain Bolt 20,03            | Alonso Edward 20,47          | Ainsley Waugh 20,56                    |
| 400 m           | Jermaine Gonzales 44,69     | LaShawn Merritt 44,74        | Chris Brown 44,79                      |
| 1500 m          | Silas Kiplagat 3:33,94      | Asbel Kipruto Kiprop 3:34,42 | Nicholas Willis 3:34,49                |
| 110 m překážek  | Jason Richardson 13,17      | David Oliver 13,28           | Dwight Thomas 13,40                    |
| 3000 m překážek | Paul Kipsiele Koech 8:05,92 | Benjamin Kiplagat 8:14,42    | Jonathan Muia Ndiku 8:17,77            |
| Skok do výšky   | Ivan Uchov 234 cm           | Jesse Williams 232 cm        | Mutaz Essa Baršim Andrej Silnov 230 cm |
| Skok daleký     | Mitchell Watt 854 cm        | Yahya Berrabah 840 cm        | Irving Saladino 819 cm                 |
| Hod diskem      | Virgilijus Alekna 65,05 m   | Piotr Małachowski 64,96 m    | Yennifer Frank Casañas 63,42 m         |
| Hod oštěpem     | Andreas Thorkildsen 88,43 m | Matthias de Zordo 84,37 m    | Stuart Farquhar 84,21 m                |

### Ženy
| Disciplína     | 1. místo                     | 2. místo                    | 3. místo                          |
| 100 m          | Carmelita Jeterová 11,15     | Marshevet Myers 11,21       | Kerron Stewartová 11,27           |
| 800 m          | Kenia Sinclair 1:58,21       | Malika Akkaoui 1:59,75      | Yuneisy Santiusty 2:00,06         |
| 5000 m         | Vivian Cheruiyotová 14:20,87 | Sally Kipyegová 14:43,87    | Sylvia Jebiwott Kibetová 14:45,31 |
| 400 m překážek | Kaliese Spencerová 53,74     | Melaine Walkerová 54,71     | Nickiesha Wilsonová 55,80         |
| Skok o tyči    | Jelena Isinbajevová 476 cm   | Silke Spiegelburgová 470 cm | Jennifer Suhrová 464 cm           |
| Trojskok       | Olga Saladuchová 15,06 m     | Yargelis Savigneová 14,87 m | Caterine Ibargüenová 14,83 m      |
| Vrh koulí      | Valerie Adamsová 20,57 m     | Nadzeja Astapčuková 20,37 m | Jillian Camarena-Williams 19,87 m |